# Saint-Vit
Saint-Vit – miejscowość i gmina we Francji, w regionie Burgundia-Franche-Comté, w departamencie Doubs.
Według danych na rok 1990 gminę zamieszkiwały 3774 osoby, a gęstość zaludnienia wynosiła 230 osób/km² (wśród 1786 gmin Franche-Comté Saint-Vit plasuje się na 40. miejscu pod względem liczby ludności, natomiast pod względem powierzchni na miejscu 168.).